# Al-Muthanna
Al-Muthanna (ar: المثنى) este o provincie a Irakului, situată în sudul țării. Se învecinează cu Arabia Saudită. Capitala provinciei este Samawah.
1. ↑  , Wikipedia în cehă http://www.citypopulation.de/Iraq-Cities.html Lipsește sau este vid: |title= (ajutor)